# テヌアゾン酸
テヌアゾン酸（テヌアゾンさん、tenuazonic acid）はアルテルナリア属真菌によって生産されるマイコトキシンである。テヌアゾン酸は強力な真核生物のタンパク質合成阻害剤である。1958年にAlternaria alternataから単離され、翌1959年に構造決定された。
テヌアゾン酸はTPAによるマウス皮膚発がんプロモーションを阻害した。

## 分布
テヌアゾン酸は主にアルテルナリア属のカビによって生産されるが、イネいもち病菌 Pyricularia oryzaeやPhoma sorghinaもこのマイコトキシンを生産する。

## 生合成
14C標識酢酸を使った実験によって、テヌアゾン酸はAlternaria alternataにおいて1分子のL-イソロイシンと2分子の酢酸から生合成されていることが実証されている。

## 作用機構
テヌアゾン酸はタンパク質合成を阻害し、特にほ乳類の80Sリボソームに対しての作用が強い。テヌアゾン酸は60Sサブユニットへのアミノアシル-tRNAの結合を妨害することで、ペプチジル転移酵素の反応を阻害する。